# Herman Goldstine
Herman Heine Goldstine (13 de septiembre de 1913 – 16 de junio de 2004), matemático, informático y administrador científico, quien fue uno de los principales desarrolladores de ENIAC, el primer computador electrónico digital de propósito general.

## Vida personal
Herman Heine Goldstine nació en Chicago en 1913 y era judío. Estudió en la universidad de Chicago, graduándose en matemáticas en 1933, realizó un máster en 1934 y un PhD en 1936. Durante tres años fue asistente de investigación bajo la supervisión de Gilbert Ames, una autoridad en la teoría matemática de balística exterior. En 1939 Goldstine comenzó a dar clases en la universidad de Míchigan, hasta la entrada de los Estados Unidos en la Segunda Guerra Mundial, fue cuando se alistó en el ejército. En 1941 se casó con Adele Katz, que era programadora de ENIAC y quien escribió la descripción técnica para ENIAC. Tuvo una hija y un hijo con Adele que murió en 1964. Dos años más tarde se casó con Ellen Watson.
Goldstine, cuando se retiró fue director ejecutivo de American Philosophical Society en Philadelphia entre 1985 y 1997 donde fue capaz de atraer a muchos visitantes y oradores prestigiosos. Recibió numerosas medallas y honores, incluyendo The National Medal of Science, el mayor premio científico de América.
Goldstine murió el 16 de junio de 2004 en su hogar en Bryn Mawr, Pensilvania. Su muerte fue anunciada por el centro de investigación de Thomas John Watson en Yorktown Heights, Nueva York donde fue titulada en su honor una beca postdoctoral.

## El BRL y la Escuela de Moore
Como resultado de entrar los EE. UU. en la Segunda Guerra Mundial, después del ataque sobre Pearl Harbor, Goldstine salió de la universidad de Míchigan donde ejercía como profesor para alistarse en el ejército en julio de 1942. Consiguió el rango de teniente y trabajó como matemático en el cálculo de tablas de tiro de la artillería en el laboratorio de investigación de balística (BRL) en Aberdeen Proving Ground en Maryland, centro donde se realizaban toda clase de pruebas de armamento. Las tablas de tiro fueron utilizadas en el campo de batalla para apuntar la artillería con un radio de acción de varias millas. Entonces los artilleros fijaban los parámetros de elevación adecuados para orientar sus armas según los cálculos realizados por Goldstine.
Los cálculos de tales tablas eran realizados por mujeres dedicadas a realizar los cálculos mediante calculadoras de escritorio. Donde según las armas utilizadas y la zona geográfica se requería una tabla distinta. Estas tablas requerían de numerosos cálculos para realizar tan solo una trayectoria, sobre unos 750 cálculos, y cada tabla contenía sobre unas 3000 trayectorias. Estos cálculos eran impracticables para realizarlos por una persona, pues se tardaba cerca de 12 días en calcular tan solo una trayectoria, con lo que completar la tabla requeriría la friolera cifra de 4 años. Para aumentar la producción el BRL le encargó a la escuela de Moore de ingeniería eléctrica en la universidad de Pensilvania la realización de tales cálculos, siendo Goldstine el puente entre la universidad y el BRL.

### ENIAC
Mientras se hacía algunos ajustes sobre el analizador diferencial de la Escuela de Moore, Joseph Chapline sugirió que visitara a John Mauchly, maestro de física en la escuela de Moore, que había distribuido un memorándum que proponía que la realización de los cálculos podrían ser ejecutados por millares más rápidamente con una computadora electrónica usando tubos de vacío. Mauchly escribió una propuesta y en junio de 1943, Mauchly y Goldstine consiguieron el financiamiento del ejército para el proyecto. ENIAC - Electronic Numerical integrator and Computer fue su nombre, el cual fue construido en 30 meses con un esfuerzo empleado de 200.000 horas-hombre, costando 6.804,22 dólares. El ENIAC era enorme, midiendo 2,4 m x 30 m y pesando casi 30 toneladas con 18.000 tubos de vacío. El dispositivo podía almacenar solamente 20 números y llevaba días el cargar los diferentes programas. Fue terminado a finales de 1945 mientras que la Segunda Guerra Mundial finalizaba.

### EDVAC
A pesar de la decepción que ENIAC supuso al no poder contribuir en tareas de la guerra, permaneció el interés por el ejército el desarrollar una computadora electrónica, dando prioridad incluso a la finalización del ENIAC. El ejército procuró un segundo contrato de la escuela de Moore para construir una máquina que sucediera a la anterior, denominándola EDVAC. Goldstine, Mauchly, John Presper Eckert y Arthur Burks comenzaron a estudiar el desarrollo de una máquina nueva en las esperanzas de corregir las deficiencias del ENIAC.

### Reunión con von Neumann
En el verano de 1944 Goldstine tuvo un encuentro con el gran matemático John von Neumann en una plataforma ferroviaria en Aberdeen, Maryland en donde Goldstine le describió su proyecto en la universidad de Pensilvania. Por entonces, von Neumann trabajaba en el proyecto Manhattan, considerado alto secreto, debido a que se estaba investigando la construcción de la primera bomba atómica. Fue de gran interés para von Neumann, porqué los cálculos requeridos para este proyecto también resultaban desalentadores.

### El anteproyecto
Como resultado de las conversaciones con Goldstine, von Neumann se unió al grupo de estudio y escribió un primer borrador llamado First Draft of a Report on the EDVAC. Von Neumann realizó esto como una memoria del grupo de estudio, pero Goldstine mecanografió el documento mencionando a von Neumann como el único autor. El 25 de junio de 1946, Goldstine remitió 24 copias del documento a esos íntimamente implicados en el proyecto de EDVAC. En unas semanas, las copias del informe fueron remitidas a los colegas de von Neumann en las universidades de los EE. UU. y de Inglaterra. Mientras que tal informe estaba incompleto, fue muy bien recibido y se convirtió en un modelo para construir computadoras electrónicas digitales. Debido a la prominencia de von Neuman como gran matemático americano, la arquitectura de EDVAC se conocía como la arquitectura de von Neumann.
Una de las ideas clave era que la computadora almacenaría un programa en su memoria electrónica, más predominante que la programación de la computadora usando conmutadores mecánicos y cableado hardware. Esto, y otras ideas redactadas, habían sido discutidas en el grupo de estudio de EDVAC antes de que von Neumann se uniera al grupo. El hecho de que no enumeraron a otros miembros del grupo como autores creó el resentimiento que condujo a la disolución del grupo a finales de la guerra.
Eckert y Mauchly se abandonaron el grupo y decidieron crear al Eckert-Mauchly Computer Corporation, compañía que en parte sobrevive hoy como Unisys Corporation, mientras que von Neumann, Goldstine y Burks se dedicaron a la vida académica en el Institute for Advance Study. En el verano de 1946, todos se juntaron a las presentaciones del primer curso de computadora, que llegaron a ser conocidas como las conferencias de la escuela de Moore. Goldstine daba las presentaciones sin requerir anotaciones, cubiertas profundamente bajo rigurosos métodos numéricos matemáticos usados en los programas de las computadoras digitales.

## Institute for Advanced Study
Después de la Segunda Guerra Mundial Golstine incorporó a von Neumann y Burks en el IAS (Institute for Advanced Study) en la universidad de Princeton en donde construyeron una computadora denominada la máquina IAS. Goldstine fue designado el director auxiliar del proyecto y más tarde se convertiría en el director después de 1954.
La máquina IAS influenció el diseño de las primeras computadoras de IBM, a través de von Neumann que era consultor de IBM. Cuando von Neumann murió en 1958, el proyecto de la computadora IAS terminó. Goldstine llegó a ser director del Departamento de Ciencias Matemáticas en el centro de investigación Watson de IBM en Yorktown Heights, Nueva York. 

## IBM
En IBM uno de los roles más significativos de Goldstine consistía en fomentar relaciones entre los investigadores de IBM y la comunidad académica. En 1969 lo designaron un IBM Fellow, el honor técnico más prestigioso de la compañía, y como consultor del director de investigación. Como fellow, Goldstine desarrolló un interés en la historia del cómputo y de ciencias matemáticas. Él escribió tres libros sobre temas como: The Computer from Pascal to von Neumann, History of Numerical Analysis from the 16th Through the 19th Century and History of the Calculus of Variations from the Seventeenth Through the Nineteenth Century. Donde en este primer título duda un poco acerca de que von Neumann desempeñó un papel crítico en el desarrollo de teorías modernas de computación.

## Concesiones y honores
•	National Medal of Science (1983)
•	Desfile de honor del Army Ordnance Department (1997)
•	Harry Goode Award
•	IEEE Pioneer Award
•	Miembro de National Academy of Science
•	Miembro de American Academy of Arts and Sciences
•	Miembro de American Philosophical Society

## Publicaciones
•	Arthur W. (Arthur Walter) Burks, Herman Heine Goldstine, John von Neumann; Preliminary Discussion of the Logical Design of an Electronic Computer Instrument; (Institute for Advanced Study, January 1, 1946) ASIN B0007HW8WE
•	Goldstine, Herman H.; Goldstine, A. [1946] (1982). "The Electronic Numerical Integrator and Computer (ENIAC)", The Origins of Digital Computers: Selected Papers. New York: Springer-Verlag, 359-373. ISBN 3-540-11319-3. 
•	Goldstine, Herman H. (1980-10-01). The Computer from Pascal to von Neumann. Princeton, NJ: Princeton University Press. ISBN 0-691-02367-0. 
•	Goldstine, Herman H. (1973). New and Full Moons: 1001 B.C. to A.D. 1651. Philadelphia: American Philosophical Society. ISBN 0-87169-094-2. 
•	Goldstine, Herman H. (1977). History of Numerical Analysis from the 16th Through the 19th Century (Studies in the History of Mathematics and Physical Sciences, 2). New York: Springer-Verlag. ISBN 0-387-90277-5. 
•	Goldstine, Herman H. (October 1980). History of the Calculus of Variations from the Seventeenth Through the Nineteenth Century (Studies in the History of Mathematics and the Physical Sciences). New York: Springer-Verlag. ISBN 0-387-90521-9. 
•	Bernoulli, Jakob; Bernoulli, Jean; Goldstine, Herman H.; P Radelet-de Grave (September 1991). Die Streitschritfen Von Jacob Und Johann Bernoulli: Variationsrechnung. Basel; Boston: Birkhäuser. ISBN 3-7643-2348-5, ISBN 0-8176-2348-5.